# Дженал
Джена́л (кабард.-черк. Жэнал) — село в Зольском районе Кабардино-Балкарской Республики. Входит в состав муниципального образования «Сельское поселение Залукодес».

## Географическое положение
Селение расположено в северной части Зольского района, в долине реки  Мокрая Золка. Находится в 3 км к юго-западу от административного центра Залукодес, в 20 км к юго-западу от районного центра Залукокоаже и в 70 км к северо-западу от города Нальчик.
Граничит с землями населённых пунктов: Залукодес на северо-востоке, Совхозное на юго-востоке и Шордаково на севере.
Населённый пункт расположен в предгорной зоне республики. Рельеф местности преимущественно холмистый, с изрезанными балками. С юга над селом возвышается Джинальский хребет, переходящие на севере в средневысотные холмы. Средние высоты на территории села составляют 875 метров над уровнем моря. 
Гидрографическая сеть представлена реками Мокрая Золка и Золка Вторая, с их мелкими притоками стекающих с правого склона Джинальского хребта. Имеются выходы сероводородных источников и пресных родников.
Климат влажный умеренный. Лето тёплое со средними температурами июля около +20,0°С, зима прохладная со средними температурами января около -3,5°С. Среднее количество осадков в год составляет около 1000 мм. Основное количество осадков выпадает в период с мая по июль. Ветры в основном северо-западные и восточные.

## История
Селение основано в 1964 году переселенцами из сёл Залукодес и Каменномостское, переселившимися к подножью северного склона Джинальского хребта. От названия хребта новое село и получило своё название.
В том же году село административно включено в состав Залукодесского сельсовета (ныне сельское поселение Залукодес).

## Население
| 2002 | 2010 | 2021 |
| ---- | ---- | ---- |
| 298  | ↘287 | ↗303 |

Плотность — 21.64  чел./км2.
За межпереписной период (с 2010 по 2021 год) население села увеличилось на 16 чел. (+ 5,57 %).
По данным Всероссийской переписи населения 2021 года:
| Народ                | Численность, чел. | Доля от всего населения, % | Доля от указавших нац-ть, % |
| -------------------- | ----------------- | -------------------------- | --------------------------- |
| кабардинцы (черкесы) | 302               | 99,67 %                    | 100 %                       |
| * кабардинцы         | 302               | 99,67 %                    | 100 %                       |
| нет / не указано     | 1                 | 0,33 %                     | -                           |
| всего                | 303               | 100 %                      | 100 %                       |

## Образование
- Средняя общеобразовательная школа № 1 — ул. Центральная, 1.

## Инфраструктура
В селе отсутствуют больница, Дом культуры и мечеть, расположенные в административном центре сельского поселения — Залукодес.

## Экономика
Основу сельского хозяйства села составляют возделывание культур картофеля и озимой пшеницы. Высоко развито скотоводство, в основном направленное на молочную отрасль.

## Улицы
На территории села зарегистрировано 3 улицы:

| Надречная |

| Новосельская |

| Центральная |